# Basel Badischer Bahnhof
Basel Badischer Bahnhof egy vasúti határállomás Svájcban, Bázel településen a svájci-német határ közelében.

## Vasútvonalak
Az állomást az alábbi vasútvonalak érintik:
- Mannheim–Karlsruhe–Bázel nagysebességű vasútvonal
- Bázeli összekötő vonal
- Hochrheinbahn
- Wiesentalbahn

## Kapcsolódó állomások
A vasútállomáshoz az alábbi állomások vannak a legközelebb:
- Basel Hauptbahnhof (Basel Hauptbahnhof, Bázeli összekötő vonal, S6)
- Weil am Rhein station (Mannheim–Karlsruhe–Bázel nagysebességű vasútvonal)
- Riehen Niederholz railway station (Zell (Wiesental) station, Wiesentalbahn, S6)
- Grenzach station (Hochrheinbahn)

## Képek

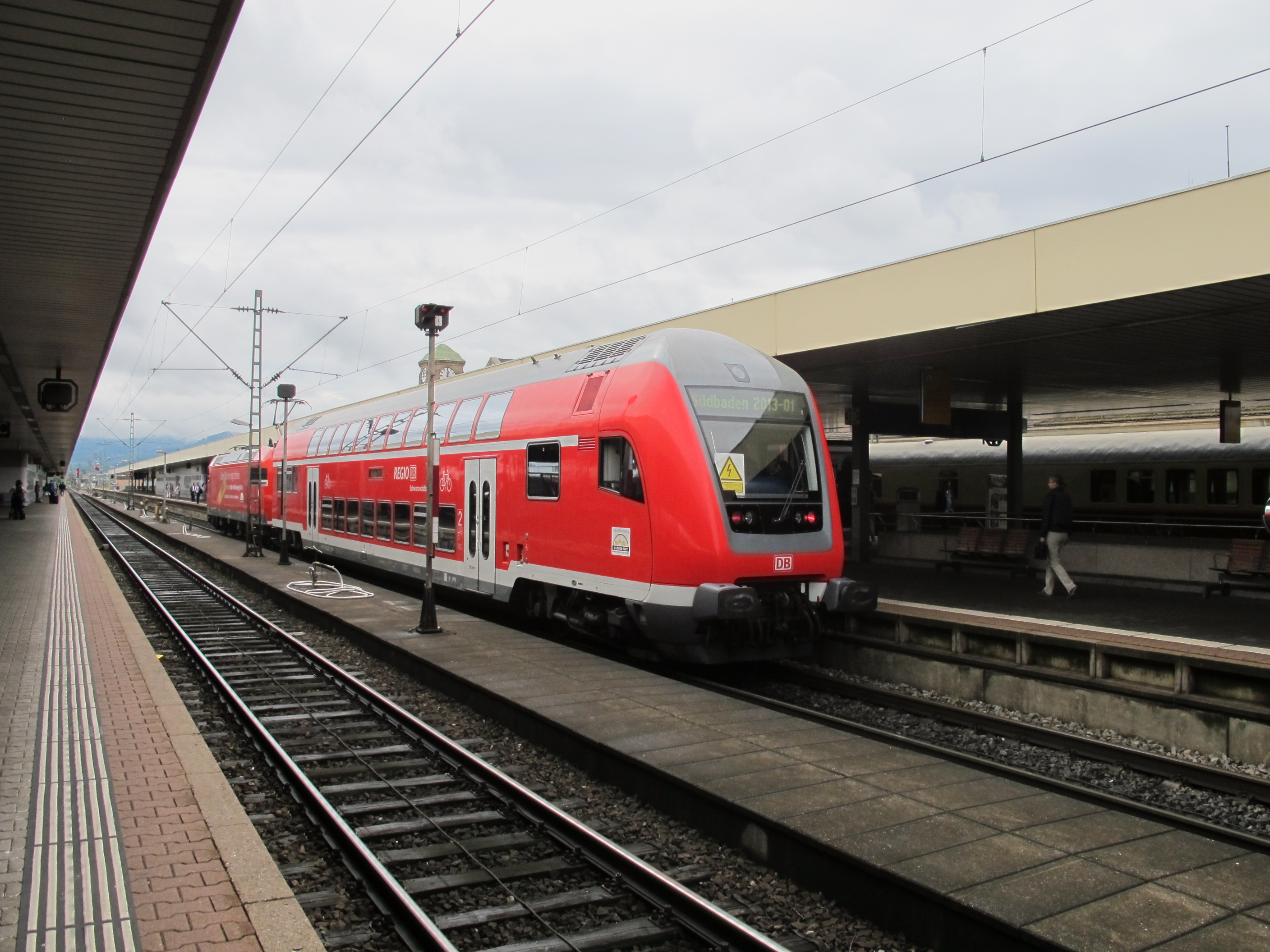
Német regionális vonat az állomáson
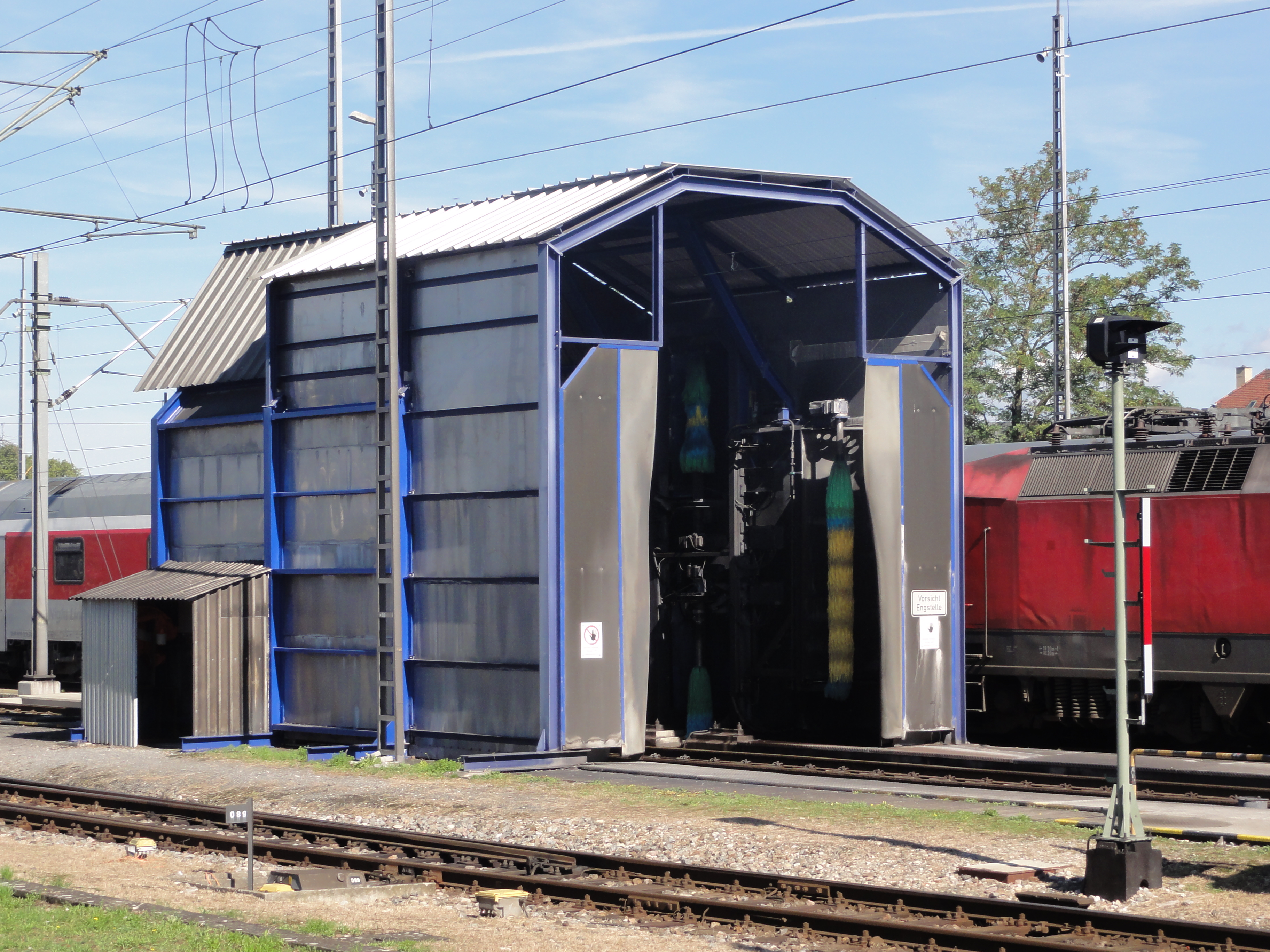
Kocsimosó
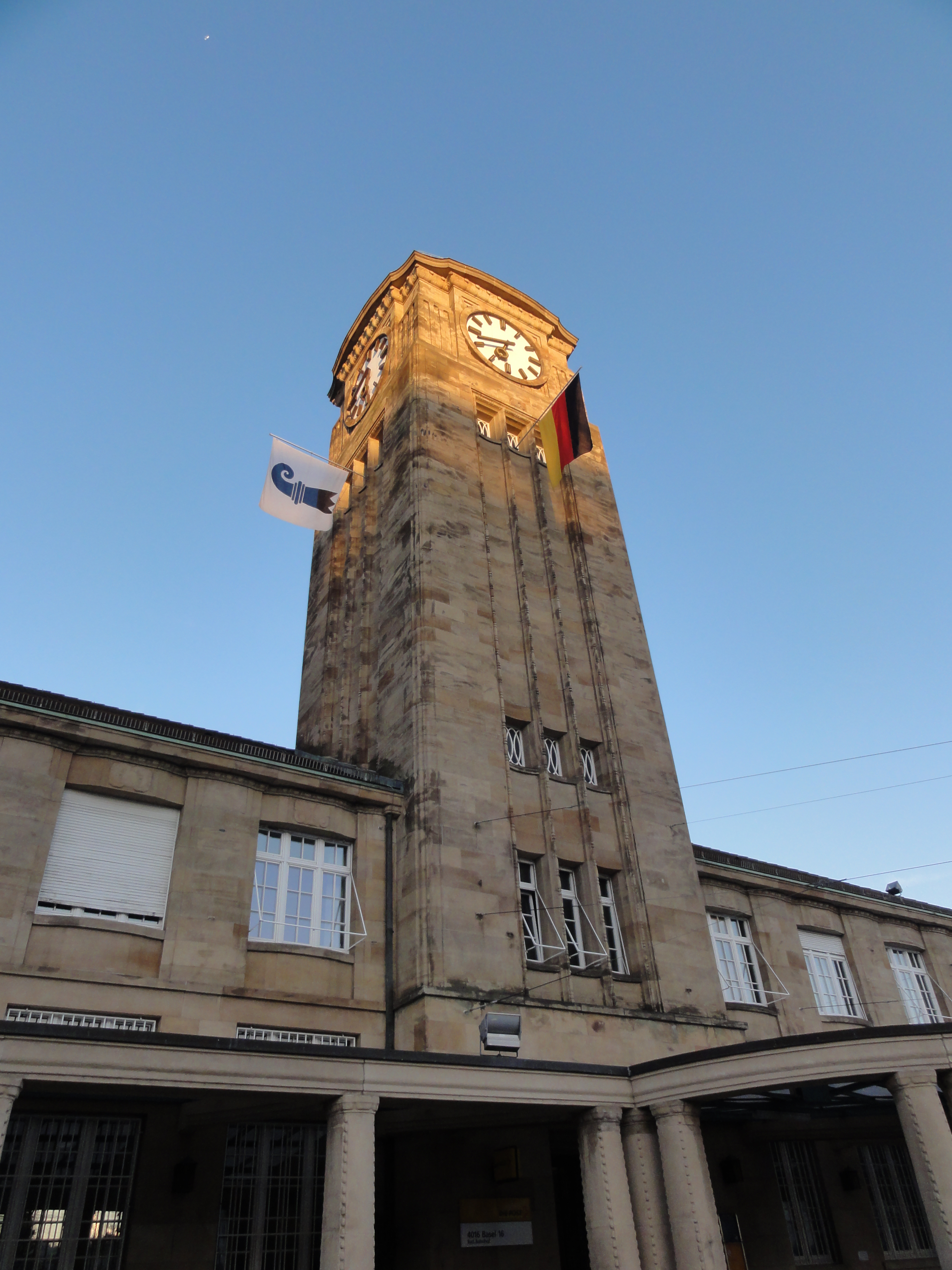
Az állomás óratornya a német és a svájci zászlóval
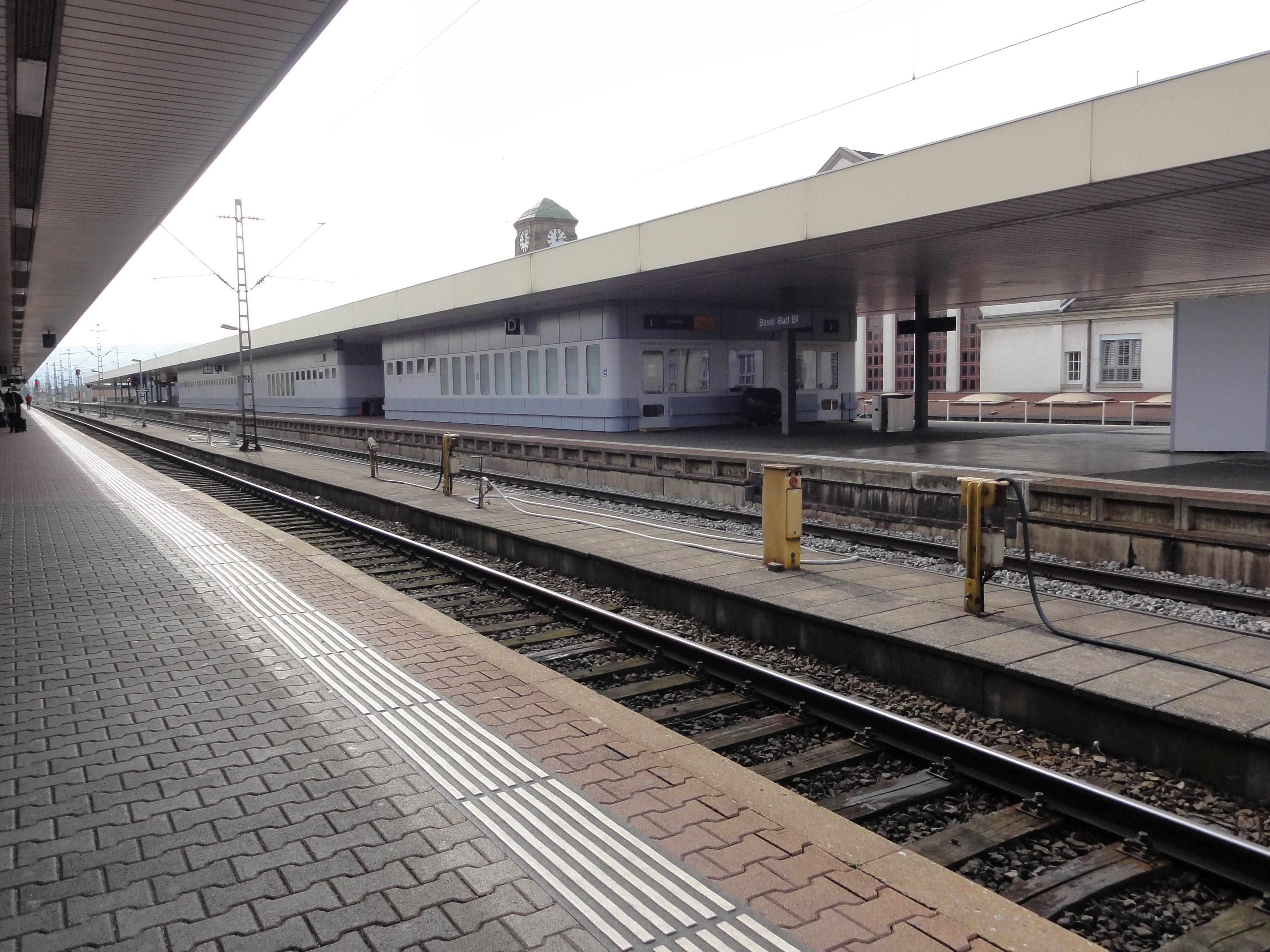
Peronok
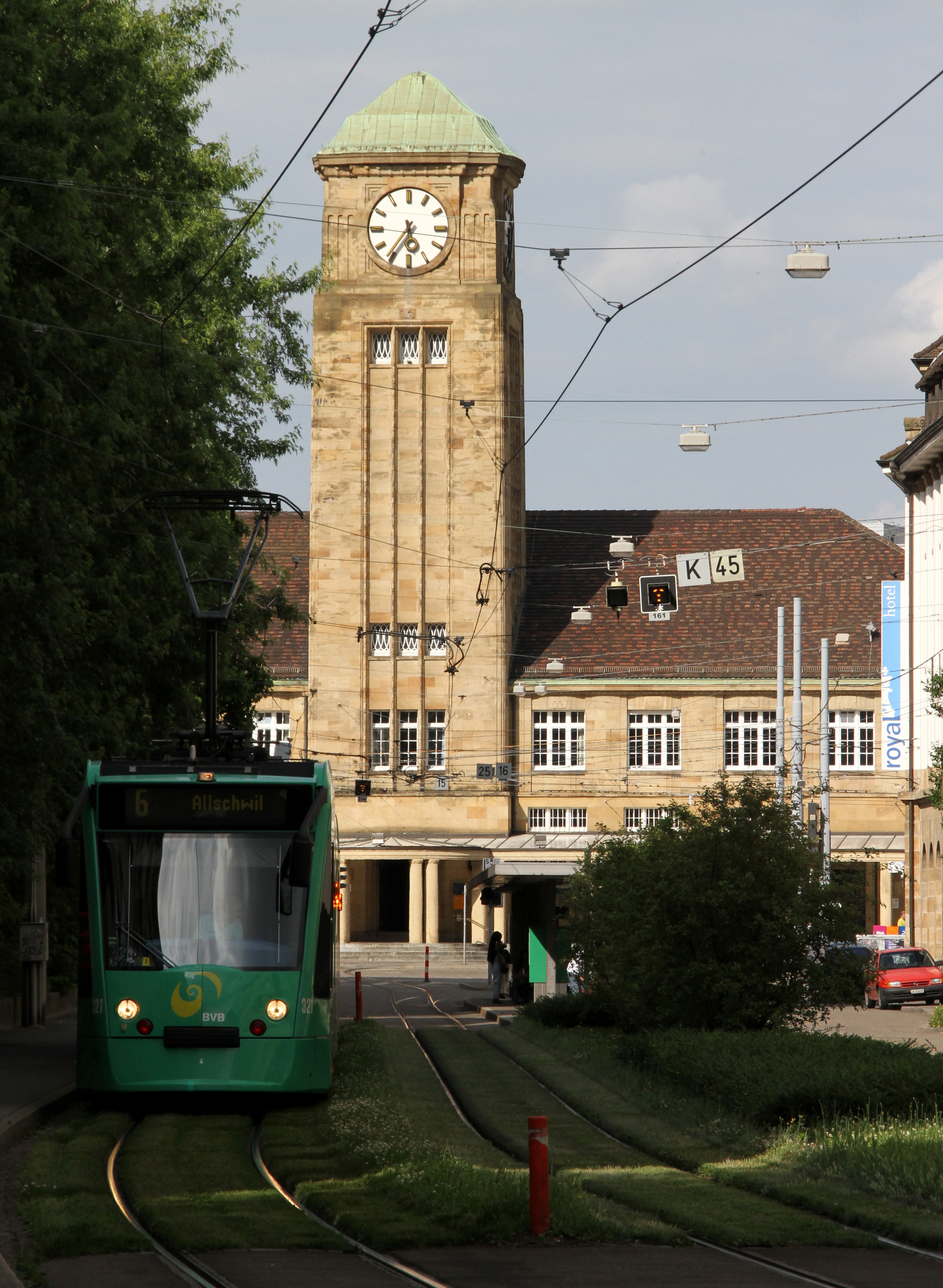
Bázeli villamos az állomás előtt
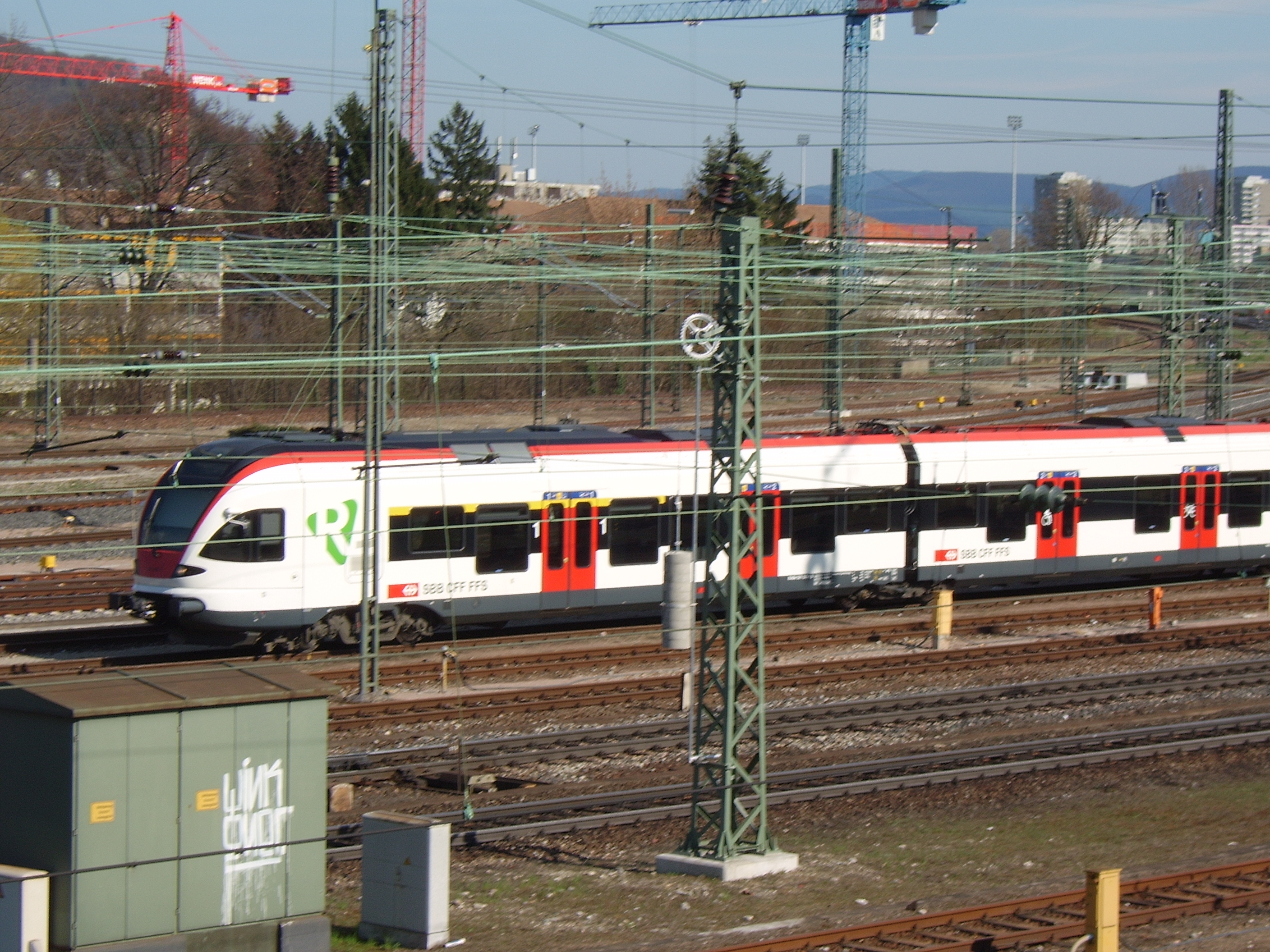
Svájci regionális vonat
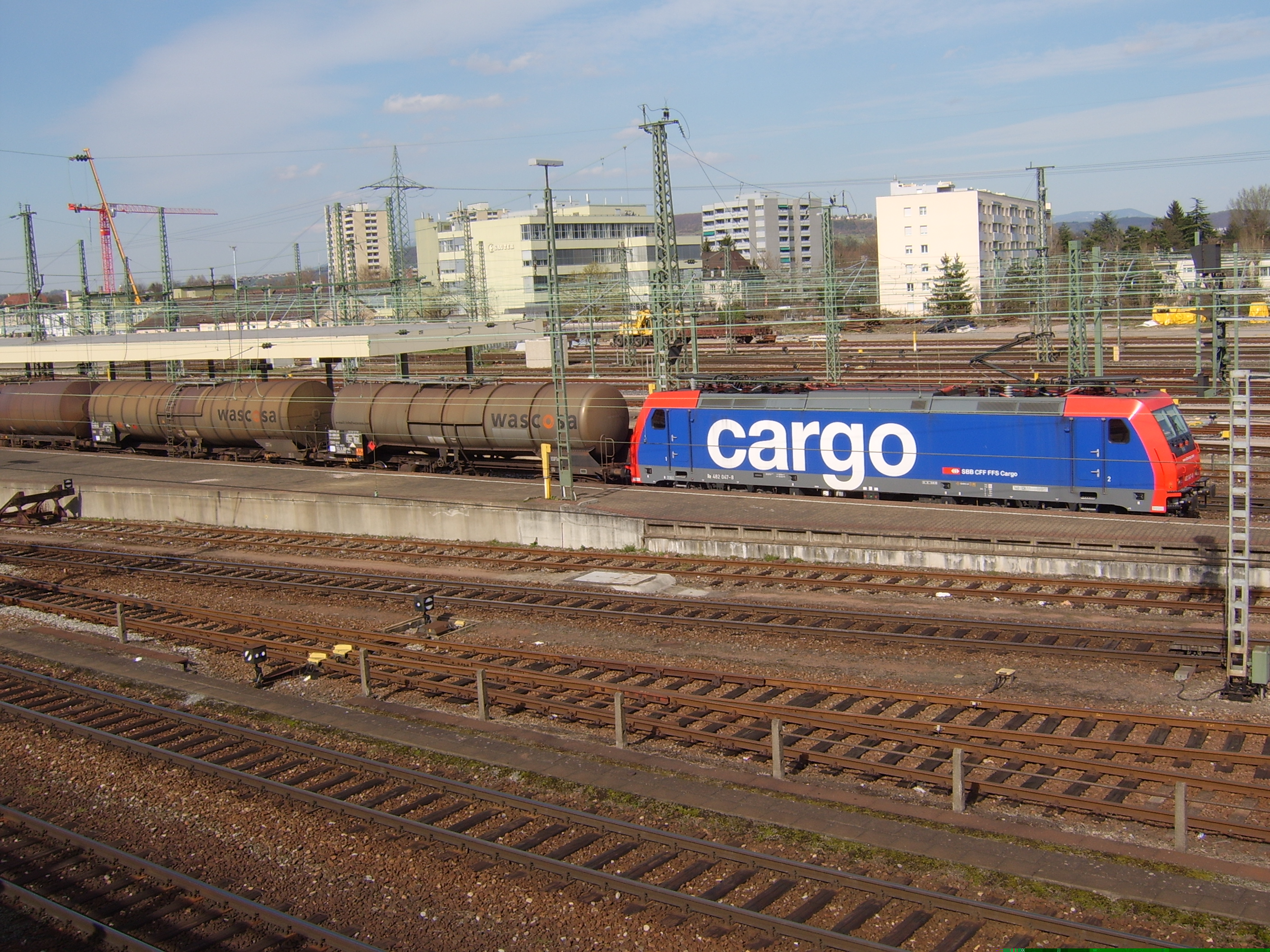
Tehervonat az állomáson
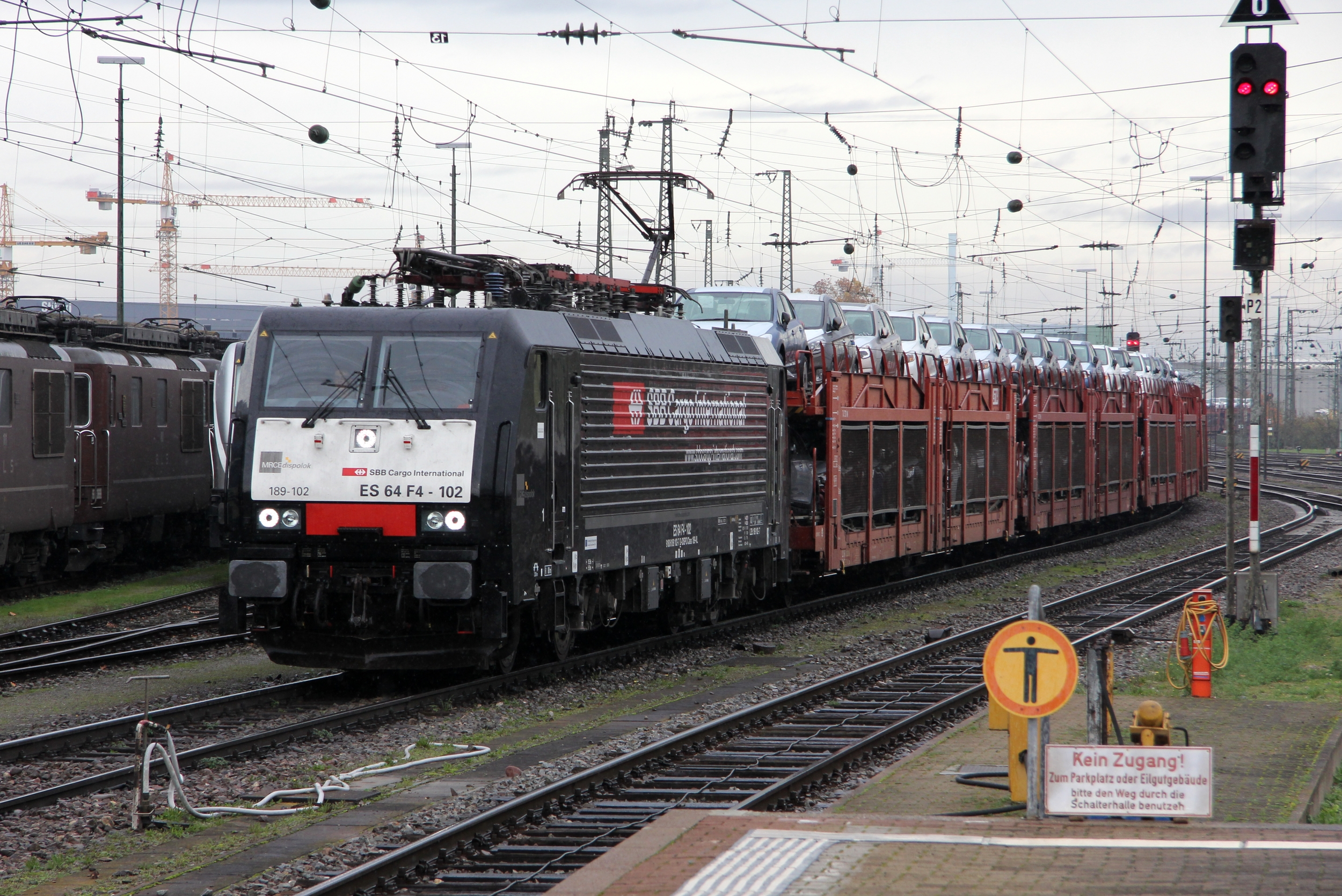
Tehervonat az állomáson
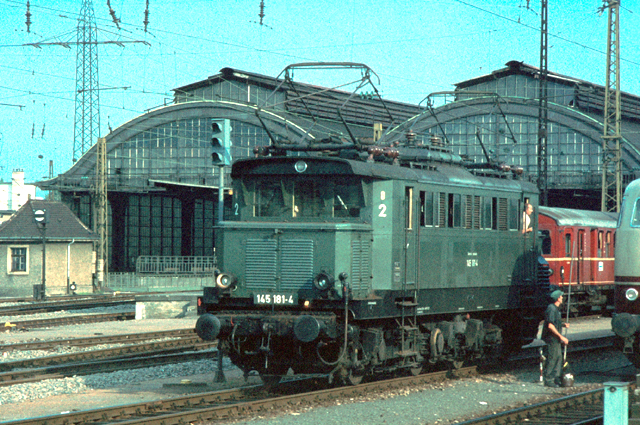
Az állomás 1975-ben